# Commissione Nicoli-Grismayer
Con commissione Nicoli-Grismayer si indica una commissione tecnica, attiva tra la fine dell'Ottocento e l'inizio del Novecento, che studiò il problema dell'introduzione della trazione elettrica nelle ferrovie italiane.

## La storia
La legge 27 aprile 1885, n. 3048 con cui vennero stipulate le convenzioni per l'esercizio della parte principale delle ferrovie italiane, affidate alla Società italiana per le strade ferrate del Mediterraneo, alla Società italiana per le strade ferrate meridionali e alla Società italiana per le strade ferrate della Sicilia, prevedeva, con gli articoli 17 e 101, che le società potessero eseguire delle sperimentazioni innovative sull'infrastruttura e sul materiale rotabile.
Con questa premessa, per iniziativa degli ingegneri dell'Ispettorato generale delle strade ferrate, alla fine del 1897 il ministro dei Lavori pubblici ingegner Giulio Prinetti insediò una commissione "incaricata di studiare l'applicazione della trazione elettrica alle ferrovie di traffico limitato".
Parteciparono alla sua attività i seguenti esperti:
- per l'Ispettorato generale delle strade ferrate: ingegner Niccolò Nicoli, ispettore dell'Amministrazione centrale; ingegner Egisto Grismayer, sotto ispettore del Circolo ferroviario d'ispezione di Napoli;
- per la Società italiana per le strade ferrate del Mediterraneo: ingegner Giuseppe Bertoldo, capo divisione del Servizio del materiale; ingegner Riccardo Bianchi, capo divisione del Servizio movimento e traffico; ingegner Vittorio Tramontani, capo reparto dell'Amministrazione centrale;
- per la Società italiana per le strade ferrate meridionali: ingegner Rinaldo Rinaldi, sotto capo servizio della Direzione dei lavori[1]; ingegner Enrico Cairo, sotto capo servizio della Direzione dei trasporti;
- e limitatamente ad alcune sedute: ingegner Vincenzo Capello, ispettore centrale dell'Ispettorato generale delle strade ferrate; ingegner Filippo Santoro, funzionario del Servizio del materiale della Società italiana per le strade ferrate del Mediterraneo.

La commissione (di cui il Nicoli fu presidente e il Grismayer segretario) si riunì nei giorni 17 dicembre 1897, 4 gennaio, 6, 7 e 8 aprile 1898 e presentò la sua relazione finale, contenente i verbali delle sedute e tre monografie di suoi componenti il 25 febbraio 1899.
Per disposizione del Ministero negli atti fu stampato anche un riassunto della monografia del Grismayer: Considerazioni sulla trazione elettrica ferroviaria in relazione ad alcuni esperimenti eseguiti nelle officine della casa Ganz di Budapest.

## Le finalità
Alla fine dell'Ottocento, sebbene lo sviluppo tecnologico della locomotiva a vapore fosse ancora in piena fase ascendente, considerazioni energetiche e gestionali spingevano già a considerare le sue possibili alternative.
Dopo la dimostrazione, svolta durante l'Esposizione universale di Berlino del 1879 da parte della Siemens & Haskle, della prima locomotiva elettrica moderna, lo sviluppo della trazione elettrica interessò dapprima le tramvie (in Europa si passò dai 71 km di linee elettrificate del 1890 ai 2259 del 1899, e nello stesso anno negli Stati Uniti d'America si erano già raggiunti i 30000 km).
La possibilità di estendere l'uso della trazione elettrica alla trazione ferroviaria, che implicava l'utilizzazione di motori molto più potenti e alimentati con correnti e tensioni molto più elevate di quelle adoperate per la trazione tramviaria, seguì gli sviluppi della teoria e della pratica della costruzione delle macchine elettriche rotanti, della loro regolazione e dei materiali isolanti (la bakelite fu sintetizzata nel 1906).
Conseguentemente alla commissione Nicoli-Grismayer furono dati, prudentemente, i seguenti obbiettivi:
- esaminare quali dei sistemi di trazione elettrica potessero essere applicati alle linee a scarso traffico, limitatamente ai treni viaggiatori e col fine di ridurre le spese di esercizio;
- predisporre un esperimento su una linea della Rete Adriatica;
- indicare i criteri e le norme di esercizio da introdurre anche nel caso di esercizio misto con trazione elettrica e a vapore.

I componenti della commissione accettarono tali limitazioni riservandosi tuttavia di proporre degli esperimenti che dimostrassero la possibilità dell'esercizio con la trazione elettrica anche su linee di grande traffico.

## Le proposte
La commissione pertanto propose all'Ispettorato di eseguire quattro esperimenti.
- sulla Rete Adriatica
  - esercizio col sistema a corrente alternata trifase ad alta tensione, per i treni viaggiatori e merci, delle linee Lecco–Colico–Sondrio e Colico–Chiavenna
  - esercizio col sistema ad accumulatori, per i soli treni viaggiatori, del tronco Bologna–San Felice sul Panaro
- sulla Rete Mediterranea
  - esercizio col sistema con terza rotaia, per i soli treni viaggiatori, della linea Roma–Frascati
  - esercizio col sistema ad accumulatori, per i soli treni viaggiatori, della linea Milano–Monza.

## Gli esperimenti
Ottenute le approvazioni ministeriali gli esperimenti furono stabiliti come segue.
Per il sistema a terza rotaia la Rete Mediterranea ottenne che, in luogo della linea Roma–Frascati (lunga 20 km) esso si svolgesse sul percorso Milano–Varese–Porto Ceresio (linee Domodossola–Milano, Gallarate–Varese e Varese–Porto Ceresio, in totale 75 km), perché dotata di traffico più intenso. L'esercizio fu limitato al trasporto viaggiatori e si sarebbe dovuto svolgere con "treni frequenti e leggeri" costituiti da automotrici.
Esse, alimentate con corrente continua a 650 volt, furono costruite dalla Officine Meccaniche di Milano, con parte elettrica General Electric & Co. di Schenectady, in 41 unità dipartite fra i tre gruppi 5111 ÷ 5130 (poi FS E.10), 5301 ÷ 5305 (poi FS E.15), 5131 ÷ 5146 (poi FS E.20).
Per il sistema ad accumulatori furono eseguite due sperimentazioni:
- una della Rete Mediterranea, sulla linea Milano–Monza, con automotrici costruite dalla Grondona, Comi & C. con parte elettrica Schuckert, gruppo AAAB 5101 ÷ 5102;
- l'altra della Rete Adriatica, sulla linea Bologna–San Felice sul Panaro, con automotrici costruite dalla Diatto con parte elettrica Ganz, gruppo 001 ÷ 004.

Entrambe, come la precedente della Rete Mediterranea, furono indirizzate al traffico viaggiatori suburbano.
Per il sistema a corrente alternata trifase ad alta tensione fu eseguita una sperimentazione a cura della Rete Adriatica sulle linee Lecco–Colico–Sondrio e Colico–Chiavenna con alimentazione elettrica dalla linea aerea bifilare, alla tensione di 3 kV e frequenza di 15 Hz. Vi vennero utilizzate dapprima delle automotrici dei gruppi 30 e 32 (poi FS E.1 ed E.2) per il servizio viaggiatori, seguite dal 1902 dalle locomotive 341 e 342, poi FS E.430 che disimpegnarono il servizio dei treni merci.

## I risultati
Gli esperimenti di trazione con accumulatori dimostrarono ben presto i loro limiti e si conclusero nel 1904 senza seguito.
Quelli utilizzanti la terza rotaia raggiunsero buoni risultati e, sebbene il sistema restasse confinato alla linea citata a cui poi si aggiunse la Napoli–Pozzuoli–Villa Literno, permisero un esercizio regolare (le due linee vennero trasformate con adozione del sistema a corrente continua ad alta tensione rispettivamente nel 1952 e nel 1935).
Invece all'esperimento col sistema a corrente alternata trifase arrise un successo clamoroso, confermato dalle successive elettrificazioni del Sempione e dei Giovi, che dimostrò al pubblico e agli ambienti ferroviari che la trazione elettrica aveva per sé l'avvenire.